# Sokol (geomorfologický podcelek)
Sokol je geomorfologický podcelek pohoří Žiar. Představuje nejvyšší část pohoří a ve Vríckém sedle odděluje Žiar od Malé Fatry.

## Vymezení
Plošně nevelké území se nachází v severní části pohoří, na západním okraji Horního Turce. Obklopuje ho na severu Lúčanská Fatra, podcelek Malé Fatry, na východě Valčianska pahorkatina, patřící do Turčianské kotliny a jižně pokračuje pohoří Žiar podcelkem Vyšehrad.

## Nejvyšší vrcholy
- Chlieviská (1 024 m n. m.) - nejvyšší vrch pohoří
- Sokol (1 013 m n. m.)
- Zniev (985 m n. m.)

## Památky
Na vrchu Zniev se nacházejí ruiny jednoho z nejstarších a nejvýše položených (985 m n. m.) slovenských hradů.